# Willisornis
Willisornis — рід горобцеподібних птахів родини сорокушових (Thamnophilidae). Представники цього роду мешкають в Південній Америці. Раніше їх відносили до роду Мурав'янка-куцохвіст (Hylophylax), однак за результатами молекулярно-генетичного дослідження їх було переведено до новоствореного роду Willisornis, названого на честь американського орнітолога Едвіна О'Ніла Вілліса.

## Види
Виділяють два види:
- Мурав'янка-куцохвіст велика (Willisornis poecilinotus)
- Мурав'янка-куцохвіст бразильська (Willisornis vidua)[6][7][8]